# Boris Nikolov
Boris Georgiev Nikolov (bulgarsk: Борис Георгиев Николов; født 10. marts 1929, død 29. januar 2017) var en bulgarsk bokser som deltog i de olympiske lege 1952 i Helsingfors. 
Nikolov vandt en bronzemedalje i boksning under Sommer-OL 1952 i Helsingfors. Han fik en tredjeplads i vægtklassen Mellemvægt  mens andenpladsen gik til Vasile Tita fra Rumænien. Nikolov tabte i semifinalen til Floyd Patterson som senere vandt i finalen. Floyd blev i 1956  verdensmester i sværvægtsboksning. Begge de tabte semifinalister fik bronzemedaljer under bokseturneringen i Helsingfors.